# Planet Zoo
Planet Zoo es un videojuego de simulación de construcción y gestión lanzado en 2019, desarrollado por Frontier Developments para Microsoft Windows . El juego se considera un sucesor espiritual de Zoo Tycoon y Zoo Tycoon 2, y comparte una jugabilidad similar con el videojuego de parques temáticos de la misma compañía, Planet Coaster.
Al igual que con Planet Coaster, los críticos elogiaron las herramientas de creación de Planet Zoo, así como sus representaciones realistas de animales y su énfasis en la conservación de la vida silvestre. Sin embargo, el juego también recibió críticas por la complejidad de sus mecánicas de gestión y construcción, consideradas demasiado desafiantes para algunos jugadores. Planet Zoo ha recibido varios paquetes de contenido descargable, que añaden más animales. El juego vendió más de 1 millón de copias en sus primeros seis meses.

## Modo de Juego
Planet Zoo desafía a los jugadores a construir un zoológico, con 76 especies animales disponibles en el juego base y 104 nuevas especies disponibles a través de 16 paquetes de contenido descargable separados y la Edición Deluxe. Los animales, controlados por inteligencia artificial, se comportan de manera similar a sus contrapartes de la vida real. Por ejemplo, los lobos adoptan una mentalidad de manada y los animales de las llanuras africanas (como elefantes, jirafas, cebras, ñus y búfalos) pueden convivir juntos en un hábitat mixto de varias especies. Cada especie tiene sus propios requisitos y necesidades que los jugadores deben satisfacer mediante la creación de un entorno de exhibición adecuado y un enriquecimiento ambiental adecuado. Los depredadores pueden atacar y matar a otros animales, pero a diferencia de Zoo Tycoon, no pueden atacar a los visitantes. Cada animal tiene su propio genoma dentro del sistema de reproducción del juego, que refleja su esperanza de vida, tamaño, salud y fertilidad, y se puede transmitir a través de la descendencia. Como tal, elementos como el apareamiento entre parientes pueden tener consecuencias negativas en la progenie.
Además de garantizar el bienestar animal, el jugador debe encargarse de gestionar el parque como una institución. Esto incluye contratar personal, construir comodidades para los visitantes y facilidades para el personal, realizar investigaciones y trabajar en la conservación de especies amenazadas y en peligro de extinción. Al igual que en Planet Coaster, Planet Zoo ofrece más de mil piezas de construcción, como bancos, iluminación, flores, árboles y elementos como tablas de madera individuales, vidrio, rocas y tejas de techo. Al permitir que estos elementos se fusionen o se bloqueen entre sí, el jugador creativo puede crear edificios elaborados, paisajes y estructuras naturales desde cero, como cascadas y sistemas de cuevas. Las estructuras personalizadas se pueden subir como "planos" para que otros jugadores las descarguen de forma gratuita y las coloquen en sus propios zoológicos a través de Steam Workshop . Además, se pueden construir safaris, paseos en barco, trenes, monorraíles y teleféricos en todo el zoológico para el transporte y para ofrecer a los visitantes formas adicionales de ver a los animales. El juego cuenta con un ciclo dinámico de día/noche, patrones climáticos y físicas de excrementos de animales.
El juego cuenta con cuatro modos: sandbox, carrera, desafío y el modo en línea de franquicia. El modo de franquicia permite al jugador construir varios zoológicos de franquicia con una economía y animales compartidos. Los animales se pueden comprar e intercambiar con los zoológicos de otros jugadores a través de un mercado en línea. Los desafíos cooperativos regulares de la comunidad en línea se centran en la conservación (como criar y liberar la mayor cantidad posible de pandas gigantes en la naturaleza en un cierto período de tiempo) y permiten a los jugadores obtener "créditos de conservación", que se pueden canjear por nuevos animales en lugar de la moneda regular del juego. El juego cuenta con diez especies y subespecies de animales en peligro crítico de extinción : el orangután de Borneo, el pangolín chino, el gavial, el oso pardo del Himalaya, la rana venenosa de Lehmann, la iguana del Caribe, el lémur rufo rojo, el león del Atlas, el chimpancé occidental y el gorila occidental de llanura . Aumentar la calificación de conservación del zoológico a través de la exhibición y liberación de animales en peligro de extinción, letreros informativos y charlas educativas es una meta importante en el juego.

## Desarrollo y lanzamiento
El juego fue anunciado el 24 de abril de 2019 y lanzado el 5 de noviembre de 2019. Su lanzamiento fue muy esperado por muchos fanáticos de la serie original de Zoo Tycoon que se sintieron decepcionados por los cambios significativos en el reboot de 2013. Además de reservar el juego, los jugadores tuvieron la oportunidad de reservar la Edición Deluxe, que incluye tres animales exclusivos (el hipopótamo pigmeo, el dragón de Komodo y la gacela de Thomson) y otro contenido adicional (como fondos de pantalla) y brindaba acceso a la versión beta unas semanas antes del lanzamiento.
Desde el lanzamiento del juego, se han lanzado catorce paquetes adicionales de contenido descargable de pago. Estos incluyen el Arctic Pack, el South America Pack, el Australia Pack, el Aquatic Pack, el Southeast Asia Animal Pack, el Africa Pack, el North America Animal Pack, el Europe Pack, el Wetlands Animal Pack, el Conservation Pack, el Twilight Pack Pack, el Grasslands Animal Pack, el Tropical Pack y el Arid Animal Pack. Cada uno de estos paquetes agrega nuevos animales para cuidar, incluyendo especies en peligro de extinción como el leopardo de Amur y el órix de cuernos de cimitarra, así como nuevos elementos de escenografía, terrenos, follaje y diseños de construcción basados en la región deseada. En conjunto con los DLC de pago, Frontier ha continuado apoyando el juego mediante actualizaciones gratuitas para el juego base. Además de correcciones y arreglos de errores, estas actualizaciones gratuitas han incluido nuevo contenido como elementos de escenografía, incluyendo follaje y piezas de construcción, nuevos menús para la calidad de la comida y las atracciones del parque, y nuevas mecánicas de juego como variación de color heredable, máquinas expendedoras, charlas educativas sobre animales, modo de cámara en primera persona y buceo de animales bajo el agua.

## Recepción
Planet Zoo recibió "críticas generalmente positivas" según el agregador de reseñas Metacritic. Planet Zoo recibió "críticas generalmente positivas" según el agregador de reseñas Metacritic. Fue elogiado por su atención al detalle, gráficos, comportamiento animal profundamente investigado, herramientas de construcción sólidas, sistema de gestión y economía detallado, y valor educativo en cuanto a la conservación de la vida silvestre. Tomando como base a Planet Coaster, el juego fue considerado como ofreciendo a los jugadores una flexibilidad y alcance sin precedentes para diseñar un parque zoológico sin límites de creatividad en comparación con los juegos de simulación de zoológicos anteriores. IGN describió el juego como "ampliamente satisfactorio" y "impresionante con una gran cantidad de personalización".  Destructoid lo elogió por capturar con éxito el espíritu de Zoo Tycoon  y muchas reseñas lo han caracterizado como el mejor juego de gestión de zoológicos de la época, con Kotaku calificándolo como "uno de los mejores sandbox".
Sin embargo, estas características también recibieron críticas debido a su curva de aprendizaje pronunciada y la necesidad de prestar mucha atención a la gestión; muchos críticos consideraron que esto podría desanimar a los jugadores casuales que estuvieran principalmente interesados en los animales en lugar de los aspectos más amplios de la gestión del parque. Aunque se pueden diseñar estructuras altamente complejas y detalladas desde cero, los mecanismos de construcción y el sistema de senderos en particular se han descrito como muy difíciles de ejecutar correctamente para los nuevos jugadores, especialmente para aquellos que no habían jugado previamente a Planet Coaster. Varios aspectos relacionados con los visitantes, el personal y el bienestar de los animales también se han descrito como requiriendo un grado de microgestión abrumador en ocasiones. GameSpot describió el juego como un "safari de hojas de cálculo" que "a veces se tambalea bajo el peso de sus propios sistemas",  mientras que GameInformer concluyó que "un nivel de paciencia poco razonable [...] crea una barrera alrededor de sus mejores cualidades". 
La recepción del soporte y las actualizaciones posteriores al lanzamiento ha sido positiva, con varios intentos de abordar las críticas constantes a los sistemas de gestión y construcción. La introducción de nuevos animales y escenarios ha sido muy positiva, aunque algunos jugadores han abogado por aumentar la cantidad de animales adicionales por paquete DLC. Planet Zoo ha adoptado el enfoque de lanzar paquetes de contenido más pequeños y frecuentes en contraste con los grandes paquetes de expansión de la serie original de Zoo Tycoon. En respuesta a estos comentarios, se lanzó el cuarto paquete de expansión, el Southeast Asia Animal Pack, con 8 animales; los desarrolladores también realizaron modificaciones rápidas al modelo del binturong después de que los fanáticos identificaran una anatomía inexacta en capturas de pantalla previas al lanzamiento.
El juego había vendido más de un millón de copias en mayo de 2020. Ganó los premios al "Mejor juego de simulación" en Gamescom 2019 y al "Mejor juego de estrategia/simulación" en los Webby Awards 2020. Además, fue nominado a "Mejor juego británico" en la 16.ª edición de los Premios de Juegos de la Academia Británica.